# Pieces of April
Pieces of April es una película estadounidense dirigida por Peter Hedges y estrenada en el año 2003.

## Argumento
La joven April Burns (Katie Holmes) acaba de emanciparse del nido familiar burgués. Ha cambiado su confortable día a día sin gastos en el hogar paterno en una zona residencial por una vida llena de decisiones y preocupaciones en un pequeño apartamento en Nueva York. Ahora convive con su novio Bobby (Derek Luke). 
Uno de sus retos más importantes se presenta cuando invita a toda su familia a que celebren la comida del Día de Acción de Gracias en su nuevo hogar. Preparando el tradicional pavo relleno debe demostrar que es capaz de valerse por ella misma, y quiere aprovechar la ocasión para presentarle a Bobby. 
La relación entre April y su madre, Joy (Patricia Clarkson) nunca ha sido demasiado buena. Joy está enferma terminal de cáncer, y April quiere aprovechar el encuentro familiar para arreglar sus diferencias. Por su parte, los padres de April recogen a la abuela de la residencia y se ponen en marcha hacia Nueva York. Están expectantes por conocer la nueva vida de April. El encuentro no sólo supondrá un viaje físico, sino también un viaje interior para madre e hija.